# Thomas Staughton Savage
Pour les articles homonymes, voir Savage et Thomas Savage.
Thomas Staughton Savage (né le 7 juin 1804 à Cromwell (Connecticut)- mort le 27 décembre 1880 à Rinebeck) est un médecin et un missionnaire protestant américain.

## Biographie
Il part au Liberia comme missionnaire en 1836 et reste onze ans en Afrique. Au cours de ce séjour, il se procure le crâne et quelques ossements d'une espèce animale inconnue dont il donne en 1847, en collaboration avec Jeffries Wyman (1814–1874), la description à la Boston Society of Natural History,. Il baptise Troglodytes gorilla cette nouvelle espèce, aujourd'hui connue comme le Gorille de l'ouest.
Il constitue aussi une grande collection de squelettes de mammifères.